# Samuel Mosberg
Samuel A. Mosberg (ur. 14 czerwca 1896 w Austrii, zm. 30 sierpnia 1967 w Brooklynie w Nowym Jorku) – amerykański bokser wagi lekkiej. W 1920 na letnich igrzyskach olimpijskich w Antwerpii zdobył złoty medal.